# Ловець снів (фільм)
«Ловець снів» (англ. Dreamcatcher) — американський фантастичний фільм жахів 2003 р. режисера Лоуренса Касдана і співсценаристів Касдана і Вільяма Голдмана за однойменним романом Стівена Кінга.
Головні ролі виконували: Даміан Льюіс, Томас Джейн, Джейсон Лі і Тімоті Оліфант, як четверо друзів, які стикаються зі вторгненням іншопланетян-паразитів.

## Сюжет
Джонсі, Генрі, Піт і Бобер дружать з дитинства — ще в школі вони знайшли надприродні здібності, подаровані їм дивним хлопчиком на ім'я Даддітс. Пройшли роки, друзі виросли, але кожну зиму вони зустрічаються в одному і тому ж заміському будиночку, щоб поговорити, згадати Даддітса і випити за нього. Однак чергову зустріч приятелів затьмарює вторгнення інопланетян, які паразитують у людських тілах.

## У ролях
- Тімоті Оліфант — Піт
- Том Сайзмор — Оуен
- Даміан Льюіс — Джонсі
- Морган Фрімен — Абрахам Кертіс
- Томас Джейн — Генрі
- Джейсон Лі — Джо Кларенден, Бобер
- Донні Волберг — Даддітс
- Рис Томпсон
- Джованні Баєссато
- Джоель Палмер
- Ендрю Робб
- Ерік Кінлейсайд
- Розмарі Дансмор
- Деррін Клімек
- Кемпбелл Лейн
- Ернст Харт
- Інгрід Кавеларс
- Алекс Кемпбелл
- Т. Дж. Райлі
- Раян ДеБоер
- Тай Олссон
- Майкл Дейнджерфілд
- Кеван Охтці
- Марси Голдберг
- Діон Джонстоун
- Шона Кейн
- Колін Лоренс
- Малик МакКолл
- Джон Каздан
- Майкл Добсон
- Керолін Туідл
- Кріс Дагган
- Чера Бейлі — Рейчел
- Джордан Вокер
- Крістофер Енг
- Еммі Россум
- Віктор Формоса — (немає в титрах)
- Ленс Кінсі — (немає в титрах)

## Виробництво
Ловець снів був знятий поблизу Прінс-Джордж, Британська Колумбія.

## Цікаві Факти
- Кінець фільму сильно змінений по відношенню до фіналу в книзі. Оуен гине в сутичці з полковником на вертольоті, а не вбитий підлеглим полковника. І саме Даддітс в рукопашну перемагає містера Грея.
- Прокат фільму провалився і йому не вдалося покрити понесені при виробництві витрати.